# Коваль Ірина Федорівна
Коваль Ірина Федорівна — завідувач кафедри цивільного права і процесу Донецького національного університету.

## Освіта
Донецький національний університет, економіко-правовий факультет, спеціальність «Правознавство» (2000 р.); магістратура, спеціальність «Правознавство» (2002 р.).

## Трудова діяльність
- 2000 по 2005 рр. працювала асистентом, старшим викладачем кафедри цивільного права і процесу Донецького національного університету;
- з 2005 по 2016 рр. — доцент, професор кафедри цивільного права і процесу Донецького національного університету;
- з 2016 р. — завідувач кафедри цивільного права і процесу Донецького національного університету.

Сферу наукових інтересів становлять питання правового регулювання відносин у сфері інтелектуальної власності, захисту від недобросовісної конкуренції.

## Наукова діяльність
- у 2005 р. захистила кандидатську дисертацію на тему «Право на ділову репутацію та його позасудовий захист від неправомірного використання» за спеціальністю 12.00.04 — господарське право; господарсько-процесуальне право в Інституті економіко-правових досліджень НАН України (м. Донецьк);
- у 2008 р. присвоєно вчене звання доцента;
- у 2014 р. захистила докторську дисертацію на тему «Господарсько-правове регулювання відносин промислової власності» за спеціальністю 12.00.04 — господарське право; господарсько-процесуальне право в Інституті економіко-правових досліджень НАН України (м. Донецьк).

Є автором більш 70 наукових і навчально-методичних праць, серед яких три одноособові монографії: «Право на деловую репутацию и его защита антимонопольными органами Украины», «Господарсько-правове регулювання відносин у сфері промислової власності», «Захист прав у сфері промислової власності: проблеми законодавчого забезпечення та правозастосування»; співавтором колективних монографій; автором навчального посібника «Захист прав інтелектуальної власності» та інших праць, опублікованих у національних та зарубіжних виданнях.
Коваль І. Ф. є членом редакційної колегії наукового фахового видання «Правничий часопис Донецького університету».
Здійснѭює керівництво науковою діяльністю аспірантів і здобувачів за спеціальністю 12.00.04 — господарське право; господарсько-процесуальне право. Є заступником Голови спеціалізованої вченої ради із захисту кандидатських дисертацій за спеціальністю 12.00.04 — господарське право; господарсько-процесуальне право в Донецькому національному університеті.